# 리처드 갠트

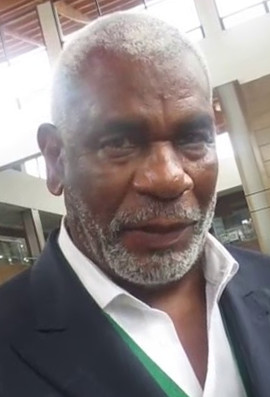

리처드 갠트(Richard Gant, 1944년 3월 10일 ~ )는 미국의 연극 배우, 영화배우, 텔레비전 배우이다.
샌프란시스코에서 태어났다.

## 영화
- 웨이팅 포 포에버 (2010년) - 알버트 역
- 스크루볼 (2010년) - 팹스 패터슨 역
- 멘 오브 어 서튼 에이지 (2009년)
- 커버 (2008년)
- 에즈라 (2007년)
- 대디 데이 캠프 (2007년)
- 나이스 가이 노빗 (2007년)
- 후드 오브 호러 (2006년) - 잭슨 역
- 아메리칸 대드! (2005년)
- 데드우드 (2004년)
- 이브 (2003년)
- 킹덤 컴 (2001년)
- 잭의 이혼 (1998년)
- 위대한 레보스키 (1998년)
- 고질라 (1998년)
- 빈 (1997년) - 브루터스 역
- 레이븐 (1996년)
- 에드 (1996년)
- 시티 홀 (1996년)
- 글리머 맨 (1996년)
- 의뢰인 - 시리즈 (1995년)
- 맥쉐인의 최후의 결판 (1994년)
- 프렌즈 (1994년)
- 리빙 싱글 (1993년)
- 닥터슬론 (1993년)
- CB4 (1993년)
- 타워 (1993년)
- 라스트 프라이데이 (1993년)
- 스톤 콜드 (1991년)
- 사랑의 도박 (1990년)
- 프레쉬맨 (1990년)
- 록키 5 (1990년) - 조지 워싱턴 듀크 역
- 의혹의 밤 (1987년)
- 크러쉬 그루브 (1985년)
- 자글라 (1980년)